# Lingua alak
La lingua alak è una lingua mon khmer parlata in Laos.
Nomi alternativi per la lingua alak sono: hrlak, hlak, harlak, arak e slouy.

## Distribuzione geografica
L'alak è parlato dai circa 4.000 membri dell'omonima etnia alak, stanziati in una ristretta zona di montagna al confine tra le province di Salavan e di Xekong, nel Laos meridionale.

## Dialetti e lingue derivate
Nei vari villaggi abitati dall'etnia si sono sviluppati i seguenti dialetti dell'alak: il ban kathu neua, il ban takiaw, il kamkok, il lak sipet ed il ta put kok hai.

## Classificazione
L'idioma fa parte della famiglia linguistica mon khmer ed è collegato alla lingua bahnar della Thailandia e alle lingue cambogiane tampuan e lamam.